# 川村慎二
川村 慎二（かわむら しんじ、1978年5月2日 - ）は、日本の元男子バレーボール選手、バレーボール指導者。

## 来歴
滋賀県近江八幡市出身。両親のすすめで武佐小学2年（武佐ガッツ）よりバレーボールを始める。
全日本ユース代表としてアジアユース準優勝などを経験、大阪商業大学を経て、2001年に松下電器・パナソニックパンサーズに入団した。
2007-2008年Vプレミアリーグ、2008年黒鷲旗大会の優勝に貢献し、最高殊勲選手賞（黒鷲賞）とベスト6に選出。2012年の同大会でも、黒鷲賞とベスト6に輝いた。
2014年5月の黒鷲旗大会まで13年間パナソニックでプレーし、直後に（2014/15シーズンより）南部正司監督を引き継ぐ形で同チームの新監督に就任した。6シーズン監督を務め、V・プレミアリーグ（→V.LEAGUE DIVISION1）で優勝2回、準優勝2回の成績を残し、2019-20シーズン終了をもって勇退。
2022年、VC長野トライデンツ（V1男子）の監督に就任し、2022-23シーズンより同チームの監督を務める。

## 受賞歴
- 2008年 - 第57回黒鷲旗全日本男女選抜大会 黒鷲賞、ベスト6
- 2012年 - 第61回黒鷲旗全日本男女選抜大会 黒鷲賞、ベスト6
- 2013年 - 2012/13 Vプレミアリーグ 敢闘賞
- 2013年 - 第62回黒鷲旗全日本男女選抜大会 敢闘賞、ベスト6

## 所属チーム

### 選手
- 大阪商大高校
- 大阪商業大学
- パナソニックパンサーズ（2001-2014年）

### 監督
- パナソニックパンサーズ（2014-2020年）
- VC長野トライデンツ（2022年-）